# Fenazolam
O fenazolam (clobromazolam, DM-II-90, BRN 4550445) é um derivado dos benzodiazepínicos que atua como um potente sedativo e hipnótico. Foi sintetizado no início da década de 1980, mas nunca foi utilizado na prática clínica. Tem sido vendido na Internet como uma designer drug, e foi identificado pela primeira vez em amostras apreendidas por um laboratório na Suécia, em março de 2016.

## Legalidade
O fenazolam foi incluído na lista de drogas ilegais na Sérvia em maio de 2019, e na Itália em março de 2020.